# X'Trapolis 100
El X'Trapolis 100 es un modelo de tren eléctrico de planta única. Forma parte de la familia de trenes suburbanos X'Trapolis de la francesa  Alstom encontrándose en operaciones en las ciudades de Melbourne, Australia, y Valparaíso, Chile.

## Historia
La historia de estos trenes se remonta al año 2000 cuando Connex Melbourne encargó 58 convoyes a Alstom para reemplazar su flota de trenes Hitachi. Las 10 primeras unidades fueron completamente ensambladas en la fábrica de Alstom en La Rochelle, Francia. Desde la unidad 11 en adelante solo la carrocería era ensamblada en Francia, mientras que el ensamblaje del tren se realizaba en el complejo de Alstom en Victoria, Australia.[cita requerida] El primer X'Trapolis 100 entró en servicio comercial el 27 de diciembre de 2002, mientras que la última unidad lo hizo el 17 de diciembre de 2004.
En noviembre de 2002 Merval y Alstom firmaron un contrato para la entrega de 27 convoyes de 2 coches, que incluía, además, los sistemas de señalización, control, alimentación eléctrica y mantenimiento por 30 años. El primer automotor arribó a Chile el 22 de febrero de 2005. 
Hacia julio de 2007, el gobierno de Victoria anunció que Alstom era una de las dos compañías invitadas para realizar ofertas para la construcción de 10 nuevos trenes de 6 coches para la red ya existente. Siemens Transportation Systems era la otra compañía, y ambas debían limitarse a proveer trenes similares a los ya existentes. El Departamento de Infraestructura consideró que 10 trenes no eran suficientes para otorgar siquiera un servicio adicional en hora pico para la totalidad de la red, y por ello impulsó al Gobierno a comprar 20 trenes de 6 coches. En octubre, la compra se extendió a 18 trenes de 6 coches, que serían entregados en 2010.[cita requerida] En febrero de 2009, se realizó una orden adicional por 20 trenes de iguales características, sumando entonces 38 trenes.
Los primeros 19 trenes, construidos en Italia, fueron embarcados en julio de 2009, llegando a los talleres de Newport en agosto del mismo año. Los 19 trenes restantes fueron ensamblados por United Group en su planta de Ballarat, debido al requerimiento del gobierno del estado de contar con un al menos un 40 % de contenido local.
En diciembre de 2009, el primer convoy fue pintado con los colores de Metro Trains Melbourne, y se encontraba realizando pruebas con detención en todas las estaciones, pero sin pasajeros en la línea de Epping.
El segundo tren en importarse debió llevarse a Ballarat debido a daño en su piso; las reparaciones por parte de Alstom y United Group Rail tardaron dos meses. Este tren fue trasladado a Melbourne el 28 de febrero.
El primer tren entró en servicio comercial por unas horas el 30 de diciembre de 2009, pese a que los maquinistas seguían teniendo problemas con el tren, incluso en hacer funcionar las pantallas de información a bordo para los pasajeros. El tren fue retirado del servicio el día siguiente. 
Metro buscaba reintroducir el tren en febrero de 2010, pero la negativa de los maquinistas llevó al operador a demandar al sindicato de ferrocarriles, tranvías y buses ante el Tribunal Industrial Federal. Sin embargo, representantes del sindicato y de la administración se reunieron en privado, y el tren en cuestión entró en servicio durante la tarde del 20 de febrero.[cita requerida]
En 2011 el gobierno realizó una nueva orden de 42 convoyes. El primer tren llegó en septiembre de 2012, 5 meses antes de lo agendado, mientras que el último entró en servicio el 14 de junio de 2013.
En abril de 2013, se encargaron 48 nuevas unidades que tendrían sus carrocerías importadas y ensambladas en los talleres de Alstom en Ballarat. Se esperaba que entrasen en servicio en 2015.

### Melbourne

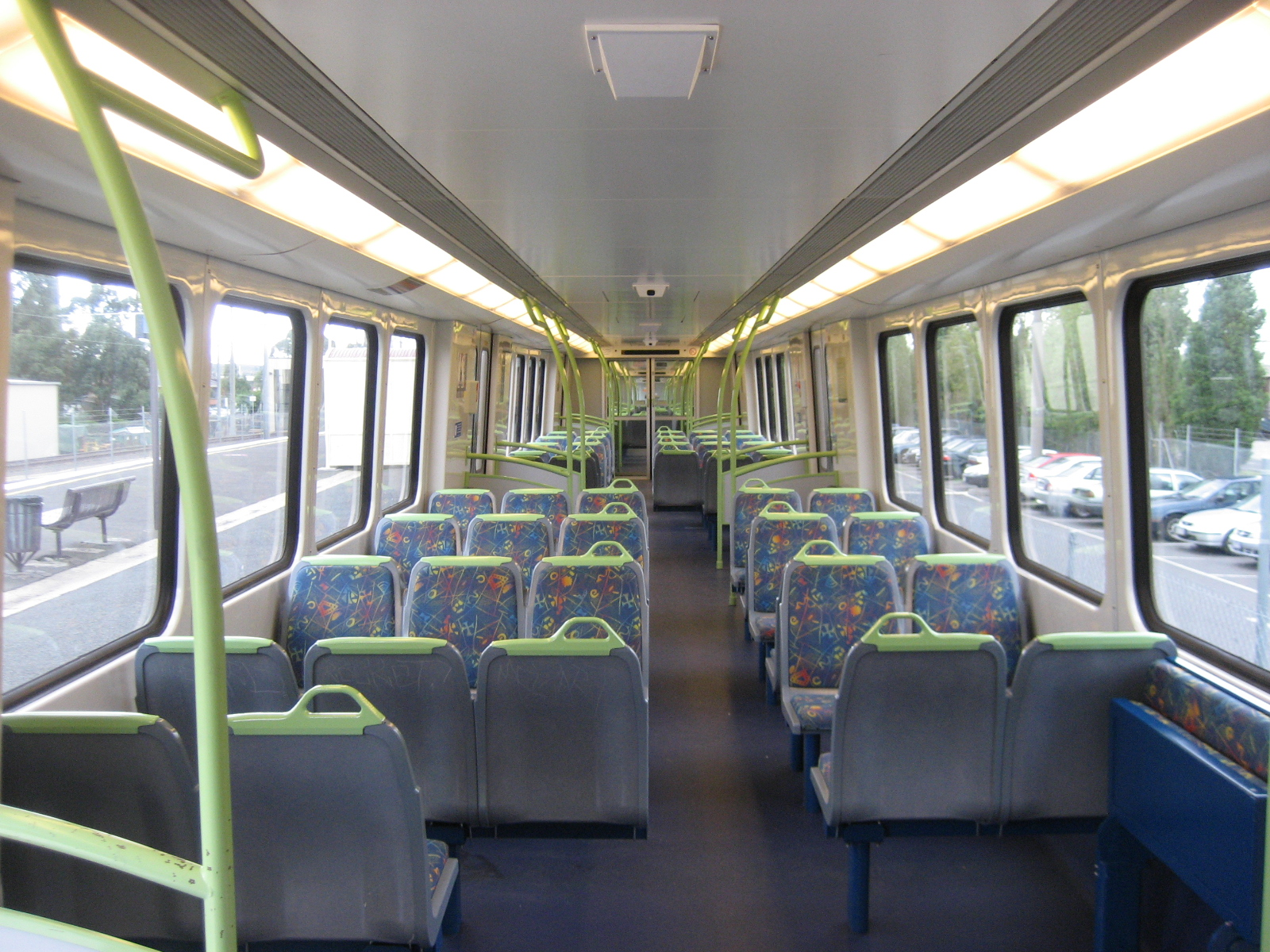
Interior de la primera orden de X'Trapolis 100, mayo de 2008. Se observa la disposición 2+3 de las plazas

La primera unidad realizó un viaje especial de ida y vuelta entre las estaciones de Flinders Street y South Kensington 9 días antes de su entrada en servicio en 2002. 
Los X'Trapolis 100 no operan en las antiguas líneas de 'Metro South' en servicio comercial, aunque sí lo hacen en ocasiones para la realización de pruebas o como parte del entrenamiento de los maquinistas. Si bien los trenes de Melbourne operan tanto en unidades simples (3 coches) como dobles (6 coches; dos simples acoplados), no fue sino hasta septiembre de 2007 que se autorizó la operación comercial de unidades simples.[cita requerida]
Los trenes poseen puertas automáticas que se accionan al presionar un botón en la puerta y se cierran por orden del maquinista o al transcurrir dos minutos. Los X'Trapolis 100 son los únicos trenes suburbanos en todo Melbourne que poseen pantallas externas laterales que muestran la estación de destino. En 2013 se renovaron los sistemas de las pantallas de toda la primera generación de X'Trapolis 100.

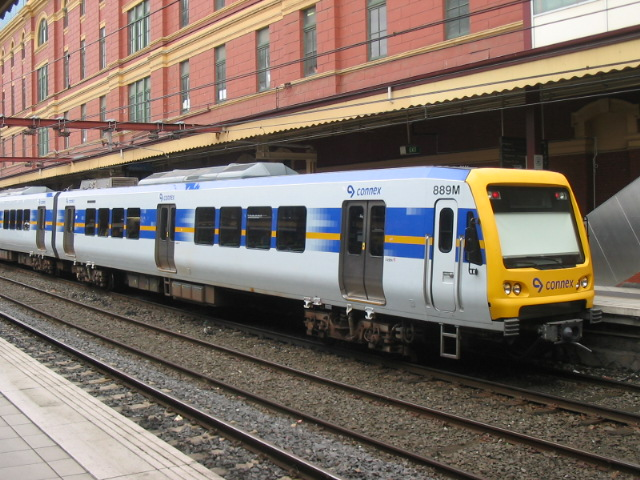
X'Trapolis 100 en Flinders Street Station, con los colores de Connex Melbourne, septiembre de 2005

En 2009, con el encargo de nuevos trenes, se presentaron diferencias entre estos y los ya existentes. Dichas diferencias se limitaban a mejoras técnicas menores, notorias sólo para los maquinistas. A fines de septiembre del mismo año, las nuevas unidades fueron puestas a prueba. Hacia octubre los trenes contaban con pruebas de compatibilidad en curso para utilizar coches modificados de la flota ya existente.
Desde enero de 2015, los X'Trapolis 100 operan en la línea de Frankston, deteniéndose en todas las estaciones y también en servicios expresos. 

#### Cambios en las plazas de pasajeros
Como parte de su acuerdo de franquicia, Metro Trains Melbourne debió modificar la disposición de los asientos de todos sus X'Trapolis 100 para que tuvieran la distribución 2+2, permitiendo un mejor flujo de pasajeros dentro del tren y mayor capacidad de pasajeros sentados. Todas las órdenes posteriores incluyeron esta disposición modificada.

#### Mecánica
Mecánicamente, estos trenes son muy diferentes a los que previamente recorrían las vías de Melbourne. El X'Trapolis 100 fue la primera unidad eléctrica múltiple en contar con sistemas de tracción, frenado y seguridad controlados por computadora en Melbourne. Un circuito eléctrico continuo recorre la totalidad de la longitud del tren, permitiendo la liberación de los frenos de emergencia del tren. El circuito puede ser desenergizado por varias razones, como el accionamiento de un sistema de hombre muerto en la cabina del conductor, el sistema de freno de emergencia o el pasar una señal de alto sin autorización. Esto provoca la activación de todos los frenos del tren.

### Valparaíso

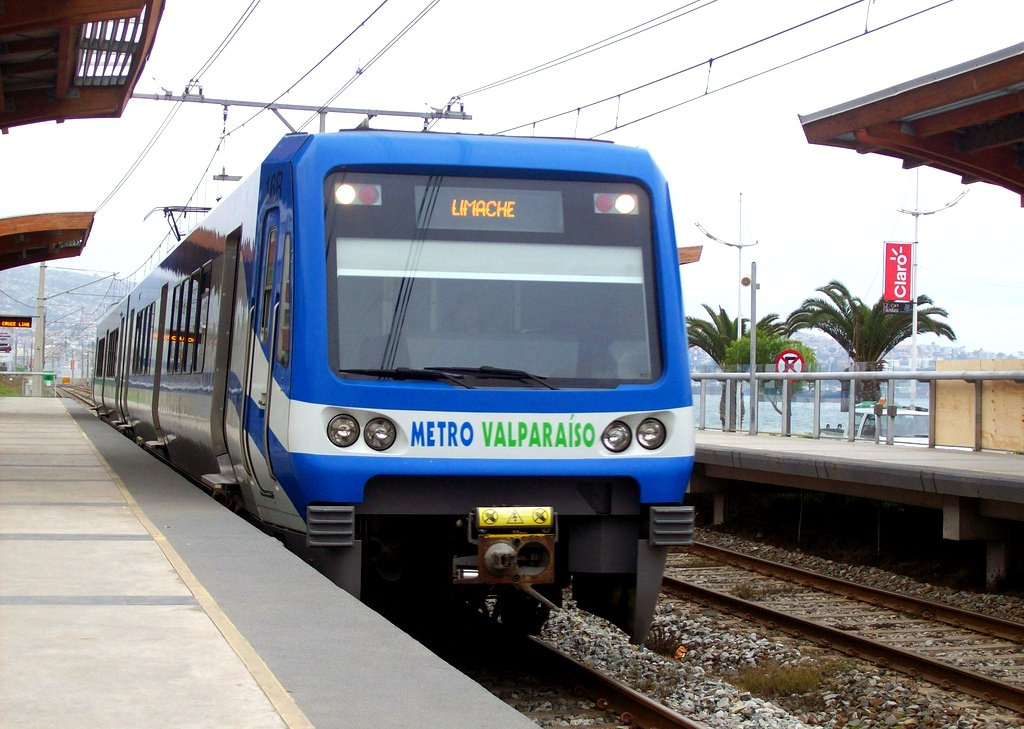
Unidad con destino Limache en la estación Portales.

El ferrocarril metropolitano que abrió en 1855 entre la estación Barón en Valparaíso y El Salto, cerca de Viña del Mar, es el ferrocarril más antiguo operando continuamente en el hemisferio sur. 
A finales de la década de 1990, se tomó la decisión de renovar el material ferroviario, dotar a la región de trenes de última generación y, paralelamente, organizar una nueva estructura funcional con nuevas estaciones y el soterramiento de parte importante del trazado.
El 30 de junio de 2005 se hizo un acto de despedida de los antiguos Automotores Eléctricos Suburbanos (AES), construidos en Argentina por Fiat Concord, que prestarían servicio comercial hasta julio del mismo año. A las 12:45 horas se inició un recorrido "simbólico" que empezó en Valparaíso y concluyó en Limache. Así, estaciones, paraderos y el sistema de señalización cumplieron su última jornada.[cita requerida]
Tras el arribo de los nuevos trenes, en febrero de 2005, el servicio comenzó con una marcha blanca de 3 días. Durante este período, entre los días 21 y 23 de noviembre, se operó parcialmente fuera del túnel. El día 23 se realizó la ceremonia de inauguración, que contó con la presencia del entonces presidente de Chile, Ricardo Lagos. El servicio comenzó formalmente el 24 de noviembre de 2005 con la operación de los nuevos trenes X'Trapolis 100. 

#### Material rodante
A diferencia de sus pares australianos, los automotores de Merval no poseen coches intermedios, únicamente se conforman de dos coches con cabina, uno motor (que posee el pantógrafo) y otro remolque. También pueden operar como unidades dobles, formando convoyes de 4 vagones, pero siempre más pequeños que los australianos.
El sistema de puertas es el mismo; puertas automáticas que se accionan al presionar un botón en la puerta y se cierran por orden del maquinista o al transcurrir dos minutos. Cada coche posee 3 puertas para pasajeros por lado, lo que da un total de 6 accesos por automotor simple y 12 por convoy doble.
Cada automotor cuenta con un único pantógrafo que entrega energía al coche motor desde la catenaria disponible en toda la red. 
Debido a la falta de catenaria, los trenes no operan más allá de la estación Limache, si bien se está analizando la posibilidad de extender el servicio de Merval hacia La Calera.

#### Cambios en las plazas de pasajeros
Contrario a lo hecho en Australia, Merval anunció la reducción de la capacidad de asientos de sus trenes, a implementarse entre octubre y diciembre de 2014. Esta reducción buscaba aumentar la capacidad de los trenes para enfrentar la creciente demanda de pasajeros. Si bien no se entregaron cifras exactas, se espera una reducción de aproximadamente 46 asientos por tren, para homologarse a los 96 que posee el X'Trapolis Modular, modelo del que llegaron 8 unidades en 2015 para reforzar el servicio de Merval.[cita requerida]

#### Trenes antimicrobianos
En un plan pioloto entre la cuprífera estatal Codelco y Alstom, 1 automotor fue modificado para la inclusión de cobre antimicrobiano en los pasamanos y zonas de contacto. La modificación, que incluyó el retiro de manillas y paneles, se enmarca en la búsqueda de nuevos usos para el cobre que Codelco lleva como parte de su plan de desarrollo de mercados.
Sin embargo, meses después, los pasamanos de cobre fueron retirados y el automotor volvió a su estado original.[cita requerida]